# Dicheniotes erosa
Dicheniotes erosa är en tvåvingeart som först beskrevs av Mario Bezzi 1924.  Dicheniotes erosa ingår i släktet Dicheniotes och familjen borrflugor. Inga underarter finns listade i Catalogue of Life.